# 비글렌역
비글렌역(독일어: Bahnhof Biglen)은 스위스 베른주 비글렌 지자체에 있는 기차역이다. BLS AG의 표준궤 부르크도르프-툰선에 있다.

## 운행편
2020년 12월 시간표 변경에 따라 다음 서비스가 비글렌에서 정차한다.
- 레기오 : 하슬레-뤼에크자우과 코놀핑엔 사이의 매시간 2회 운행, 툰과 졸로투른까지 매시간 운행한다.